# Ellinókastro (ort i Grekland, Trikala)
Ellinókastro är en ort i Grekland.   Den ligger i prefekturen Trikala och regionen Thessalien, i den centrala delen av landet, 250 km nordväst om huvudstaden Aten. Ellinókastro ligger 610 meter över havet och antalet invånare är 364.
Terrängen runt Ellinókastro är huvudsakligen kuperad, men åt sydväst är den platt. Runt Ellinókastro är det glesbefolkat, med 14 invånare per kvadratkilometer. Närmaste större samhälle är Trikala, 15,1 km söder om Ellinókastro. == Kommentarer ==
1. ↑  Framräknat ur variansen i alla höjduppgifter (DEM 3") från Viewfinder Panoramas, inom 10 km radie.[2] Mer om algoritmen finns här: Användare:Lsjbot/Algoritmer.